# Frémestroff
Frémestroff település Franciaországban, Moselle megyében. Lakosainak száma 304 fő (2022. január 1.). Frémestroff Altrippe, Freybouse, Grostenquin, Hellimer és Laning községekkel határos.

## Népesség
A település népességének változása:
| Lakosok száma | 264  | 289  | 312  | 297  | 301  | 298  | 301  | 304  | 304  | 304  |
|               | 1968 | 1982 | 1990 | 2006 | 2013 | 2015 | 2017 | 2019 | 2020 | 2022 |